# London cable car
London cable car, ook wel IFS Cloud Cable Car, is een kabelbaan in Londen die de beide oevers van de Theems verbindt tussen Royal Victoria Dock op de noordelijke oever (nabij ExCeL) en Greenwich Peninsula op de zuidelijke oever (nabij The O2). De kabelbaan biedt een panoramisch uitzicht over de City of London en de Docklands.

## Geschiedenis
De kabelbaan is gebouwd door Doppelmayr. De kosten bedroegen £ 60 miljoen en werden gedeeltelijk gedekt door sponsoring van de Arabische luchtvaartmaatschappij Emirates. De start van de dienstverlening door Transport for London (TfL) was op 28 juni 2012. Gedurende de eerste tien jaar stond de kabelbaan bekend als Emirates Air Line. Vanaf 20 oktober 2022 is de Zweedse multinational IFS AB hoofdsponser en wordt de kabelbaan aangeduid als IFS Cloud Cable Car. Vanaf juni 2024 wordt de exploitatie overgenomen door FirstGroup.